# Галашкинский район
Галашкинский район (ингуш. Галашкен шахьар) образован 8 марта 1926 года в составе Ингушской автономной области, где просуществовал до 1929 года. Восстановлен в 1935 году в составе Чечено-Ингушской АССР, где просуществовал до 1944 года, после чего был включён в Грозненскую область. 30 августа 1944 года был переименован в Первомайский район. Упразднён 14 июня 1956 года.

## История
Административный центр, село Галашки, является родиной ингушского исторического общества галашевцев.

## Географическое положение
Граничил: на севере с Сунженским, на востоке с Ачхой-Мартановским и Галанчожским, на юге с Джейраховским, на западе с Пригородным и Назрановским районами.

## Административный состав
В состав района входило 40 сёл. На территории Галашкинского района находилось 8 органов местного самоуправления.
1 Алхастинский сельсовет (с. Алхасты)
2 Галашкинский сельсовет (с. Галашки, х. Матхалдук, х. Горш-Кух, х. Кази-Мулла, х. Мочиев, х. Нальгиев).
3 Мужичинский сельсовет (с. Мужичи).
4 Алкунский сельсовет (с. Нижний-Алкун, с.Верхний-Алкун, х. Верхний Экабос, х. Нижний Экабос, х. Бугун-Юрт, х, Доки-Че х. Датхой-Бахче, х. Эрш, х. Каскечи, х. Негелче, х. Ушхурте, х. Яраче, х. Цейшты, х. Цорхие).
5 Арштинский сельсовет (с. Аршты, х.Футтунчу, х. Издиг, х. Биерашки, х. Мергйистие, х. Самиогучие, х. Акати)
6 Даттыхский сельсовет (с. Нижний-Даттых, с.Верхний-Даттых, с. Гандалбос, с. Белхорой).
7 Хамхинский сельсовет (с. Хамхи, х.Бархан, х. Болкоев, х. Барахе, х. Веште, х. Галаге, х. Герите, х.Кели, х. Карт, х. Кест, х. Кяхи, х. Лайми, х. Цуй, х.Някаст, х. Озиг, х. Тумги, х. Таргим, х. Хейрах, х. Цоли, х. Эгикал).
8 Цоринский сельсовет (с. Цори, х. Вешт, х. Вирг, х. Вици, х. Вовнушка, х.Хай, х. Гянт, х. Голу, с. Гули, х. Коки, х. Керби, х.Муси-Юрт, х. Мяшхи, х. Ний, х. Нийкота, х. Осех, х. Пялинг, х. Цизди, х. Цхарали.